# KUKA
KUKA és una empresa multinacional d'automatització i robòtica industrial amb seu a Augsburg, Alemanya.
Actualment, l'estructura de la companyia està formada per cinc segments: sistemes, robòtica, swisslog, swisslog per assistència sanitària i la divisió xinesa. La branca de sistemes ofereix solucions d'automatització per a processos de fabricació, especialment per a la indústria automobilística. La divisió de robòtica s'encarrega de desenvolupar, fabricar i comercialitzar robots industrials. Els segments swisslog provenen de l'adquisició d'una empresa amb aquest nom l'any 2014 i ofereixen productes d'automatització pels sectors sanitari i de logística. Finalment, la branca xinesa s'encarrega de fabricar i comercialitzar tots els productes de les altres divisions per al mercat xinès.
L'empresa fou fundada l'any 1898 per Johan Josef Keller i Jakob Knappich, anomenant-se amb l'acrònim de Keller und Knappich Augsburg. Inicialment, la companyia produïa acetilè per il·luminar llars i carrers però amb el temps també fabricaria oxi-acetilè i resistors elèctrics per a soldadura. Durant el segle xx, gràcies a la creixent indústria de l'automòbil alemanya, KUKA va especialitzar-se en processos de soldadura automàtica. A partir de l'any 1973, amb la introducció del robot Famulus, l'empresa s'introduiria al camp de la robòtica industrial. A la dècada del 2010 l'empresa s'havia consolidat com una de les més importants en automatització industrial arreu del món. Tot i això, l'any 2016 l'empresa seria adquirida pel conglomerat xinès Midea Group per 4.300 milions de dòlars en una operació que va generar controvèrsia internacionalment. L'any 2020 KUKA va ingressar 2.570 milions de dòlars amb un benefici net de 460 milions i donava feina a aproximadament 14.000 empleats.